# Caseros (departamento)
| Departamento Caseros     | Departamento Caseros |
| ------------------------ | --- |
| Capital:                 | Casilda |
| Superfície:              | 3.449 km² |
| População:               | 86.082 (IDEC - 2005) |
| Densidade:               | 22,9 hab/km² |
| Municípios e Comunas:    | - Arequito - Arteaga - Berabevú - Bigand - Casilda - Chabás - Chañar Ladeado - Gödeken - Los Molinos - Los Quirquinchos - San José de la Esquina - Sanford - Villada |
| Localização na província | |
| Departamento             | |

Caseros é um departamento na província de Santa Fé, Argentina.